# 吉田富三
吉田 富三（よしだ とみぞう、1903年（明治36年）2月10日 - 1973年（昭和48年）4月27日）は、日本の医師、病理学者。学位は医学博士（東京大学・1936年）。長崎医科大学教授、東京大学医学部長などを歴任。文化勲章・勲一等旭日大綬章受章。

## 概要
福島県石川郡浅川村（現・浅川町）生まれ。ラットの腹水癌である吉田肉腫と腹水肝癌の発見で実験腫瘍学に新たな扉を開いた。財団法人癌研究会癌研究所長、財団法人佐々木研究所研究所長、日本学術会議会員・副会長（第6期）、国語審議会委員（第1-6期）などを務めた。テレビディレクターの吉田直哉は長男である。動物学者の田子勝彌は叔父である。

## 年譜
- 1915年（大正4年）- 浅川小学校卒業後、上京。
- 1920年（大正9年）- 錦城中学校卒業。
東北訛りから東京府立一中の口頭試問に不合格となり錦城中に入学した。この経験がのちの国語審議会委員就任につながることとなった。
- 1923年（大正12年）-  第一高等学校 (旧制)卒業。
- 1927年（昭和2年）- 東京帝国大学医学部卒業、病理学教室勤務（主任教授、長與又郎）。
- 1929年（昭和4年）- 佐々木研究所入所、佐々木隆興の指導の下、オルト・アミドアゾトルオオール経口投与によるラット発癌実験開始、肝臓癌生成に成功。
- 1934年（昭和9年）- Virchows Archiv　283巻1号 に、佐々木隆興と連名で肝臓癌生成結果を発表。
- 1935年（昭和10年）- ベルリン大学レスレ教授の教室に留学(1937年11月まで）。
- 1936年（昭和11年）- 論文「上皮化生の問題に対する実験的補遺(独文)」で東京大学より医学博士号[4]を授与された。
- 1938年（昭和13年）- 長崎医科大学教授に就任。
- 1943年（昭和18年）- 長崎系腹水肉腫を発見（1948年に吉田肉腫と改名される）。
- 1944年（昭和19年）- 東北帝国大学教授に就任。Proc Imp Acad 20巻8号 にシロネズミの悪性腫瘍（「吉田肉腫」）を発表。
- 1951年（昭和26年）- ラット腹水肝癌を発見。
- 1952年（昭和27年）- 東京大学教授に就任。
- 1953年（昭和28年）- 佐々木研究所所長。
所長時代に門下生だった佐藤春郎・佐藤博・井坂英彦・小田嶋成和などの癌研究者グループは「吉田学校」と呼ばれるようになった。
- 1958年（昭和33年）- 東京大学医学部長に就任。
- 1961年（昭和36年）- 国語審議会委員。
- 1963年（昭和38年）- 癌研究会癌研究所所長に就任。
- 1965年（昭和40年）- 故郷である福島県浅川町より名誉町民の称号を授与される。
- 1966年（昭和41年）- 国際癌学会会長（東京）に就任。
- 1973年（昭和48年）- 逝去。

## 受賞歴

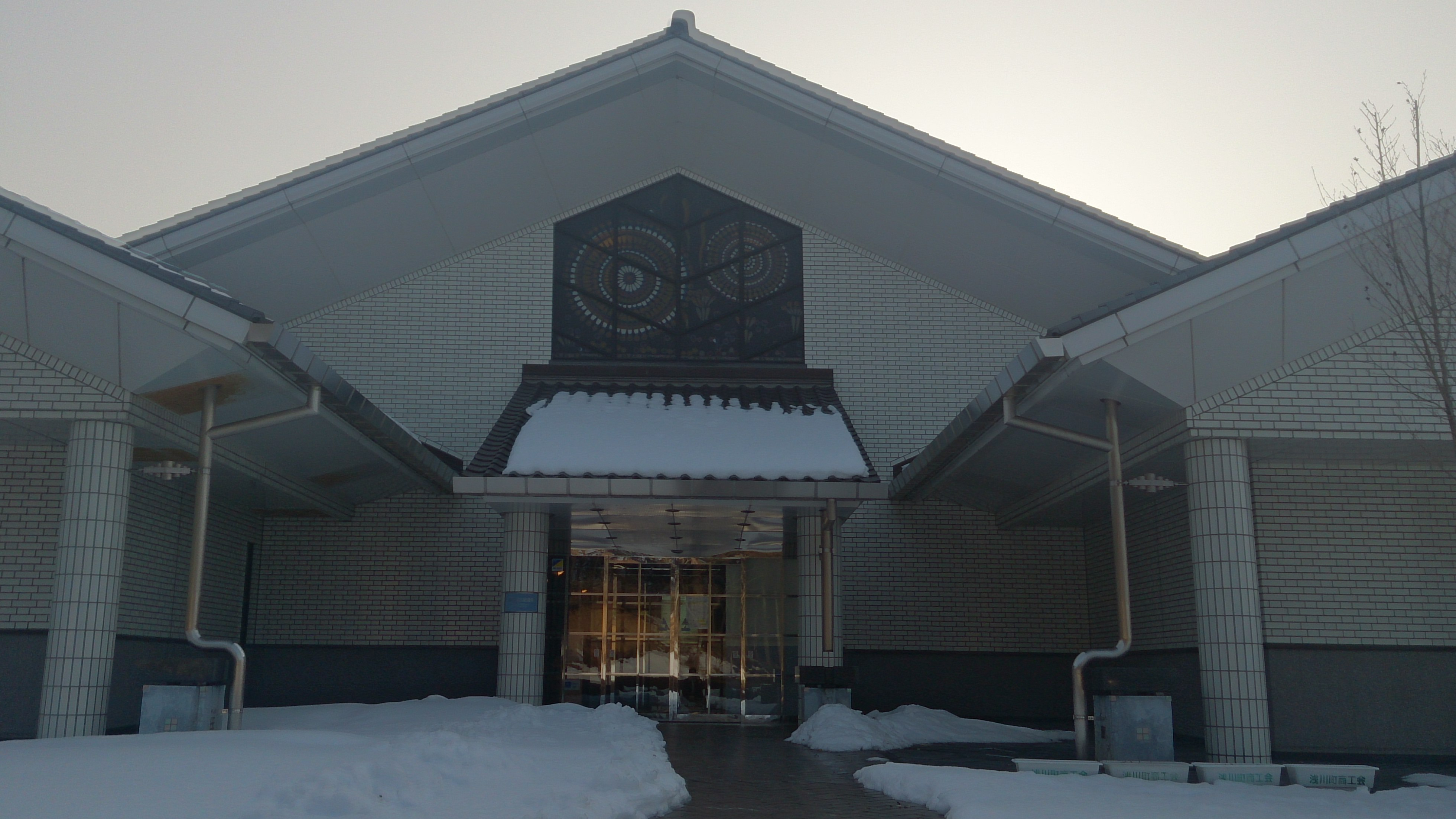
福島県浅川町にある吉田富三記念館

- 1936年（昭和11年）- 帝国学士院恩賜賞を佐々木隆興と共同受賞（オルト・アミドアゾトルオオール経口投与による肝臓癌生成の実験的研究）
- 1951年（昭和26年）- 朝日賞（吉田肉腫の研究）[5]
- 1953年（昭和28年）- 2度目の 日本学士院恩賜賞（吉田肉腫の病理学的研究）
- 1962年（昭和37年）- 藤原賞
- 1963年（昭和38年）- ロベルト・コッホ賞コッホ・ゴールドメダル[6]

## 叙勲
- 1959年（昭和34年）- 文化勲章
- 1973年（昭和48年）- 勲一等旭日大綬章（没時追贈）

## 著作
- 『癌ノ発生 — 癌原性物質ノ研究概観』　日本医書出版、1949年、再版 ASIN B000JBK2M6
- 『ウィルヒョウ  細胞病理学』　南山堂、1957年 - 翻訳書
- 『吉田肉腫 — 癌化学療法の基礎的研究』　 寧楽書房、1964年、ASIN B000JAEM78
- 『美と教養 — 心の対話』　日本ソノサービスセンター、1968年、ASIN B000JA46FG - 林武との対談
- 『雑念雑記』　南山堂、1972年、ASIN B000JA08YE
- 『生命と言葉 — 随想集』　読売新聞社、1972年、ASIN B000J9CXTS

## 関連書籍
- 『不有  第12号  吉田富三先生追悼号』　佐藤博 編、財団法人佐々木研究所、1974年
- 『人間吉田富三』　織畑秀夫・近藤芳朗・佐藤博・吉田直哉 共編、社会保険新報社、1979年
- 『杏雲堂病院百年史』　財団法人佐々木研究所、1983年
- 『癌研究会七十五年史』　財団法人癌研究会、1989年
- 『財団法人佐々木研究所五十年史』　財団法人佐々木研究所、1990年
- 『癌細胞はこう語った — 私伝・吉田富三』　吉田直哉、文藝春秋社、1992年、ISBN 4163470409
- 『流動する癌細胞  吉田富三伝』　永田孝一、講談社、1992年、ISBN 4062054876
- 『艮陵同窓会百二十年史』　東北大学医学部艮陵同窓会、1998年
- 『がん研究の先駆者  吉田富三博士の生涯』　福島県浅川町、2001年
- 『吉田富三先生 人とその思想』（吉田富三先生生誕100年記念寄稿集）　吉田富三先生生誕100年記念事業委員会、2003年
- 『日本の科学者  吉田富三  生誕100年記念』　北川知行・樋野興夫 共編、メディカルトリビューン社、2005年、ISBN 4895893170
- 『吉田富三先生の想い出』　菅野晴夫、吉田富三顕彰会、2016年